# Scared to Death
«Scared to Death» — песня финской рок-группы HIM с их седьмого студийного альбома Screamworks: Love in Theory and Practice. На альбом композиция вошла под вторым номером. С 15 марта 2010 года стала доступна для скачивания на iTunes в качестве второго сингла к упомянутому лонгплею.

## О песне
Слово фронтмену группы Вилле Вало:

Я надеялся, что трек «Scared to Death» станет первым синглом с диска. Это одна из самых прямолинейных поп-песен, которые мы когда-либо делали. Основная идея композиции: «Я больше не боюсь, как раньше, сказать „Я люблю тебя“, но я до смерти боюсь… влюбиться. Простейшие вещи не так-то просто сделать».

Песня напоминает Hüsker Dü, альтернативную гитарную группу конца 80-х. Этот трек сильнее всего изменился в процессе записи. Раз за разом аранжировка становилась всё тяжелее и страннее, пока не стала похожа на ранние песни HIM с первых альбомов. А потом наш продюсер Мэтт заметил: «Она звучит как поп-песня группы, которая боится играть поп». И тогда я решил: «Хорошо, давайте сыграем её более прямолинейно». Она получилась очень в стиле 80-х. Мне на ум приходят ассоциации с [песнями] «Luka» Сюзан Веги и «Never Ending Story» Лималя, а также Foo Fighters и Def Leppard.
На композицию был выпущен видеоклип. Место съёмок — Мельбурн, Австралия.

## Реакция критиков
В рецензиях на альбом музыкальные критики неизменно выделяли «Scared to Death» на общем фоне. Например, обозреватель британского издания Metal Hammer Дайал Паттерсон посчитал, что изменения в личной жизни Вилле Вало выразились в проявлениях чувства оптимизма и надежды, что благотворно сказалось как в музыке, так и в лирике коллектива. Хотя во многих отношениях альбом в целом ознаменовал возвращение к корням, меланхолия и надвигающееся чувство обречённости в нём были заменены нежным, даже сентиментальным подходом. И такие песни как «Scared to Death» ярко демонстрируют, что тематически группа отошла в сторону от одержимых смертью территорий прошлого. Вместо того, чтобы оплакивать потерянную любовь, слова здесь отражают намерения её автора осторожно окунуться в объятия новой любви — действительно мощный архетип. Микаэль Вуд из Billboard имел сходную точку зрения: «Отсутствие встревоженности и беспокойства в запоминающихся рок-мелодиях, таких как „Heartkiller“ и „Scared to Death“, определённо идёт на пользу музыке, заставляя Вало ещё больше предаваться романтической полосе, которая иногда была скрыта за тяжёлыми гитарами в прошлом». Редакция старейшего немецкого веб-сайта о тяжёлой музыке Metal.de была согласна с такой позицией: «Клавишные в стиле восьмидесятых снова звучат сильнее и демонстрируют лёгкость, которая просто поднимает настроение, а заразительные строки припева побуждают слушателей подпевать». По мнению немецких специалистов именно такие песни сделали дебют HIM (Greatest Lovesongs Vol. 666) незабываемой классикой.

## Списки композиций
| №  | Название                           | Длительность |
| -- | ---------------------------------- | ------------ |
| 1. | «Scared to Death»                  | 3:40         |
| 2. | «Scared to Death» (B.I.B. Version) | 2:57         |
| 3. | «Scared to Death» (Instrumental)   | 3:43         |

## Чарты
| Год  | Чарт                                | Высшая позиция |
| ---- | ----------------------------------- | -------------- |
| 2010 | Финляндия (Suomen virallinen lista) | 2              |